# Glypta rufula
Glypta rufula är en stekelart som beskrevs av Dasch 1988. Glypta rufula ingår i släktet Glypta och familjen brokparasitsteklar. Inga underarter finns listade i Catalogue of Life.